# Deux Femmes à travers champs
Deux Femmes à travers champs est un tableau réalisé par l'artiste néerlandais Vincent van Gogh en 1890, à Auvers-sur-Oise.
L'œuvre est aujourd'hui conservée au musée d'Art McNay de San Antonio.